# Крамской, Иван Николаевич
Ива́н Никола́евич Крамско́й (27 мая [8 июня] 1837, Острогожск, Воронежская губерния — 24 марта [5 апреля] 1887, Санкт-Петербург) — русский живописец и график, сторонник «демократического реализма», один из наиболее значимых петербургских художников пореформенной эпохи, художественный публицист и педагог. Предводитель «бунта четырнадцати» (в 1863), один из членов-учредителей и ведущий идеолог Артели художников в Петербурге (с 1863) и Товарищества передвижников (с 1870). Академик Императорской Академии художеств (с 1869).

## Биография
Родился в семье писаря 27 мая (8 июня)  1837 года в Острогожске Воронежской губернии в семье делопроизводителя Николая Крамского. Его родители происходили из мещанского сословия. 
Увлекался рисованием, в возрасте пятнадцати лет поступил учеником к иконописцу. После окончания Острогожского уездного училища был писарем в Острогожской думе. С 1853 года стал ретушировать фотографии. Земляк Крамского Михаил Борисович Тулинов в несколько приёмов обучил его «доводить акварелью и ретушью фотографические портреты», затем будущий художник работал у харьковского фотографа Якова Петровича Данилевского. В 1856 году Крамской переехал в Петербург, где занимался ретушированием в известных в то время ателье Андрея Деньера и Ивана Александровского.
В 1857 году поступил в Императорскую Академию художеств учеником профессора исторической живописи Алексея Тарасовича Маркова.

### Бунт четырнадцати.Артель художников

Портрет И. И. Шишкина. 1880

В 1863 году Академия художеств присудила ему малую золотую медаль за картину «Моисей источает воду из скалы». До окончания учёбы в Академии оставалось написать программу на большую медаль и получить заграничное пенсионерство. Совет Академии предложил ученикам конкурс на тему из скандинавских саг «Пир в Валгалле». Все четырнадцать выпускников отказались от разработки данной темы и подали прошение о том, чтобы им позволили каждому выбрать тему по своему желанию. Последующие события вошли в историю русского искусства как «Бунт четырнадцати». Совет Академии им отказал, а ректор архитектуры Константин Тон отметил: «Если бы это случилось прежде, то всех бы вас в солдаты!» 9 ноября 1863 года Крамской от лица товарищей заявил совету, что они, «не смея думать об изменении академических постановлений, покорнейше просят совет освободить их от участия в конкурсе». В числе этих четырнадцати художников были: Крамской, Богдан Вениг, Николай Дмитриев-Оренбургский, Александр Литовченко, Алексей Корзухин, Николай Шустов, Александр Морозов, Константин Маковский, Фирс Журавлёв, Карл Лемох, Александр Григорьев, Михаил Песков, Василий Крейтан и Николай Петров. Ушедшие из Академии художники образовали «Петербургскую артель художников», просуществовавшую до 1871 года.
В 1865 году Марков пригласил его в помощники по расписыванию купола храма Христа Спасителя в Москве. Из-за болезни Маркова, всю главную роспись купола сделал Крамской вместе с Богданом Венигом и Николаем Кошелевым.
В 1863—1868 годах он преподавал в Рисовальной школе Общества поощрения художников. В 1869 году Крамской получил звание академика.

### Передвижничество

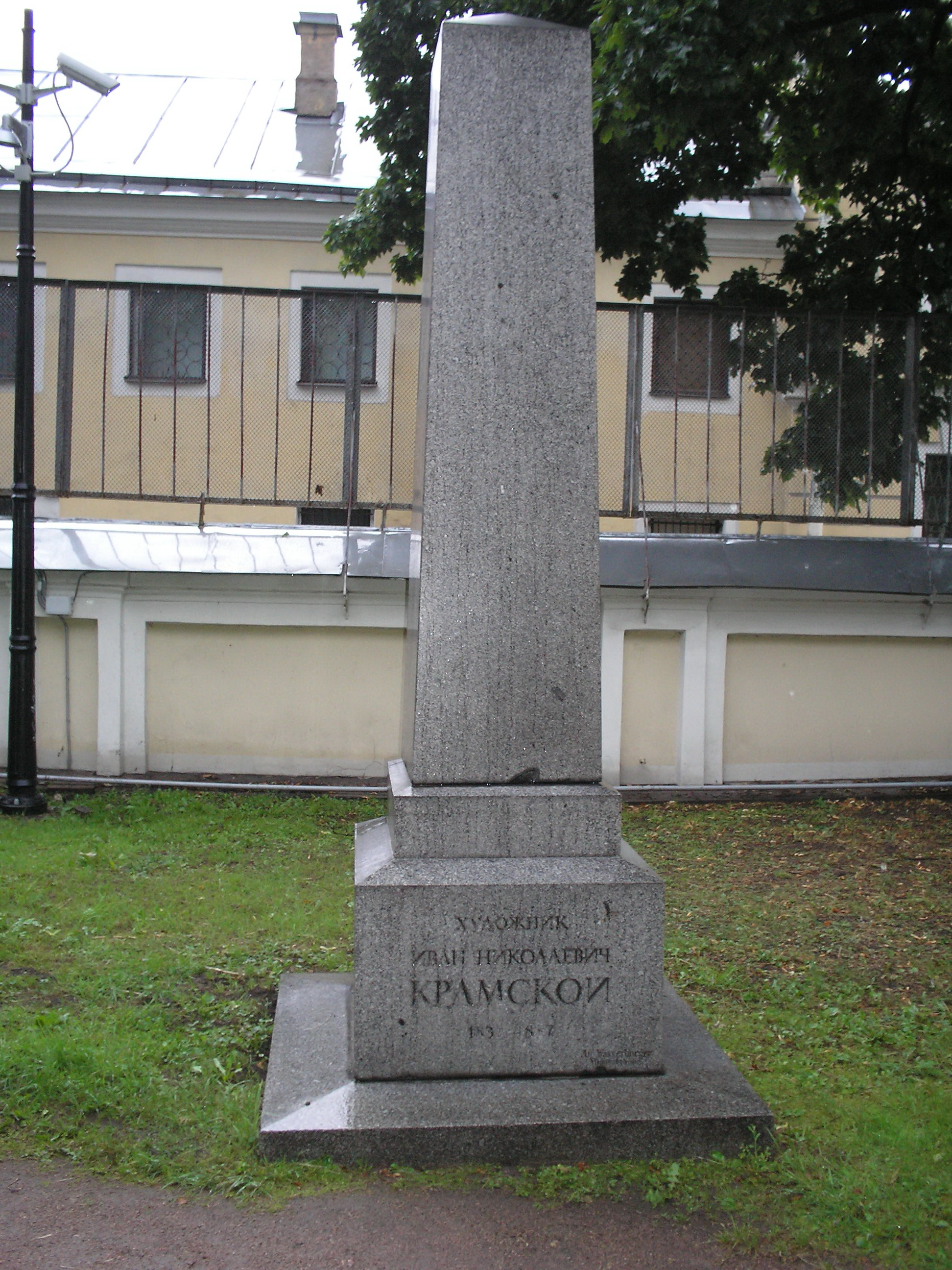
Могила И. Н. Крамского на Тихвинском кладбище в Александро-Невской лавре (Санкт-Петербург)

В 1870 году образовалось «Товарищество передвижных художественных выставок», одним из основных организаторов и идеологов которого был Крамской. Под влиянием основных идей народников Крамской отстаивал созвучное им мнение о высокой общественной роли художника, основополагающих принципах реализма, нравственной сущности искусства и его национальной принадлежности.
Создал ряд портретов выдающихся русских писателей, артистов и общественных деятелей. Это портреты Л. Н. Толстого (1873), И. И. Шишкина (1873), П. М. Третьякова (1876), М. Е. Салтыкова-Щедрина (1879), которые сейчас находятся в Третьяковской галерее; портреты И. И. Шишкина (1880) и С. П. Боткина (1880), ныне находящиеся в Русском музее.
Одна из известнейших работ Крамского — «Христос в пустыне» (1872, Третьяковская галерея).
Продолжатель гуманистических традиций Александра Ива́нова, Крамской создал религиозный перелом в морально-философском мышлении. Он придал драматическим переживаниям Иисуса Христа глубоко психологическую жизненную интерпретацию (идея героического самопожертвования). Влияние идеологии заметно в портретах и тематических картинах — «Н. А. Некрасов в период „Последних песен“», 1877—1878; «Неизвестная», 1883; «Неутешное горе», 1884 — все в Третьяковской галерее.
Народная ориентировка работ Крамского, его критические проницательные суждения об искусстве, и настойчивые исследования объективных критерий оценок особенностей искусства и их влияния на него, развило расположенное к народу искусство и мировоззрение на искусство в России в последней трети XIX века. Популярность Крамского-портретиста росла, у него становилось всё больше сторонников, в том числе среди членов императорской фамилии. Это обеспечило художнику довольно безбедное существование. Всего им создано более 700 полотен в этом жанре.
В последние годы Крамской был болен аневризмой сердца. Художник скончался от аневризмы аорты 24 марта (5 апреля)  1887 года во время работы над портретом доктора Карла Андреевича Раухфуса. Он внезапно наклонился и упал. Раухфус попытался оказать ему помощь, но было уже поздно. И. Н. Крамской был похоронен на Смоленском православном кладбище. В 1939 году прах Крамского был перенесён на Тихвинское кладбище Александро-Невской лавры с установкой нового памятника.
В Царском Селе установлена скульптурная композиция «Крамской и Неизвестная» скульптора Александра Таратынова.

## Семья
Женился 16 октября 1863 года на мещанской дочери Софье Николаевне Прохоровой (1840—17.05.1919) — через десять дней у них родился сын Николай. Их дети:
- Николай (1863—1938) — архитектор при Министерстве императорского двора
- Анатолий (01.02.1865—1941) — чиновник Департамента железнодорожных дел Министерства финансов[10]
- Софья (в замужестве Юнкер; 1867—1933) — дочь, художница[11], репрессирована
- Марк (14.04.1869—1876)
- Иван (30.03.1870—25.01.1871)
- Иван (13.05.1871[12]—03.09.1871)
- Сергей

#### Адреса в Санкт-Петербурге
- 1863 год — доходный дом А. И. Лихачевой — Средний проспект В. О., 28;
- 1863—1866 — 17 линия В. О., 4, кв. 4;
- 1866—1869 — Адмиралтейский проспект, дом 10;
- 1869 — 24.03.1887 — дом Елисеева — Биржевая линия, 18, кв. 5.

В 1881 году Крамской купил землю в «дачной столице России», у станции Сиверская, на правом берегу реки Оредеж, у Строганова моста, и построил там дачу с мастерской.

## Память
- В 1901 году в честь И. Н. Крамского был назван мыс на архипелаге Новая Земля (название было присвоено экспедицией художника А. А. Борисова)[14].
- В 1987 году в Острогожске, в доме, где родился художник, открылся дом-музей И. Н. Крамского.
- Почта СССР в 1971 году выпустила почтовый блок по автопортрету 1867 года в серии «Русская живопись XVIII — начала XX века. 100-летие Товарищества передвижных художественных выставок».
- Почтовый конверт СССР, 1987 год: 150 лет со дня рождения Крамского И. Н.
- В 2012 году Банк России выпустил памятную монету посвящённая 175-летию со дня рождения И. Н. Крамского. 2 рубля, серебро.

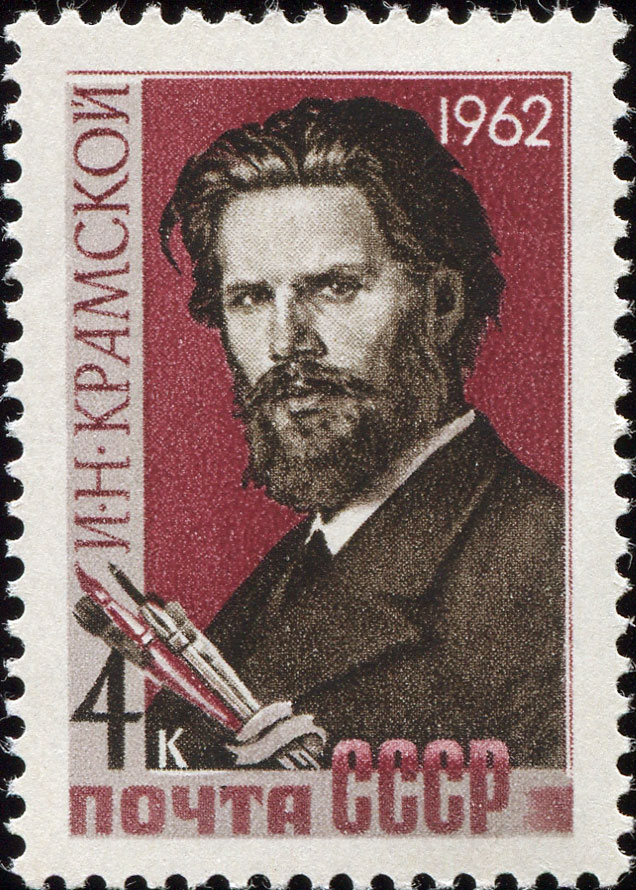
Почтовая марка СССР, 1962 (по портрету работы Н. Ярошенко)
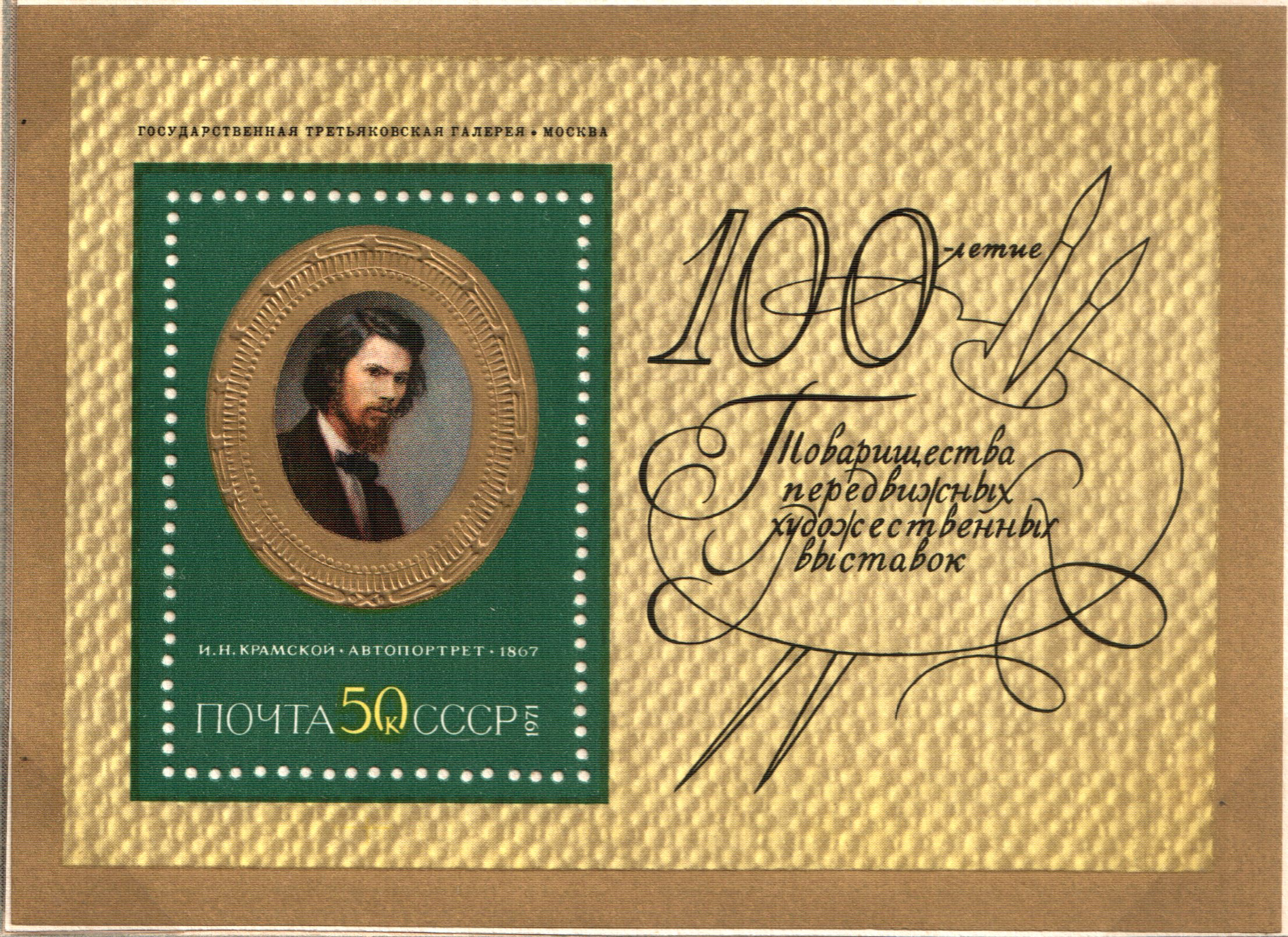
Почтовый блок СССР, 1971 (по автопортрету 1867 года)
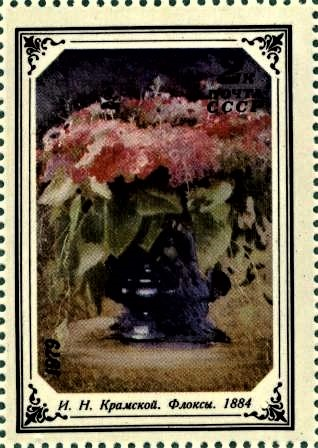
Почтовая марка СССР, 1979 (по натюрморту «Флоксы»)
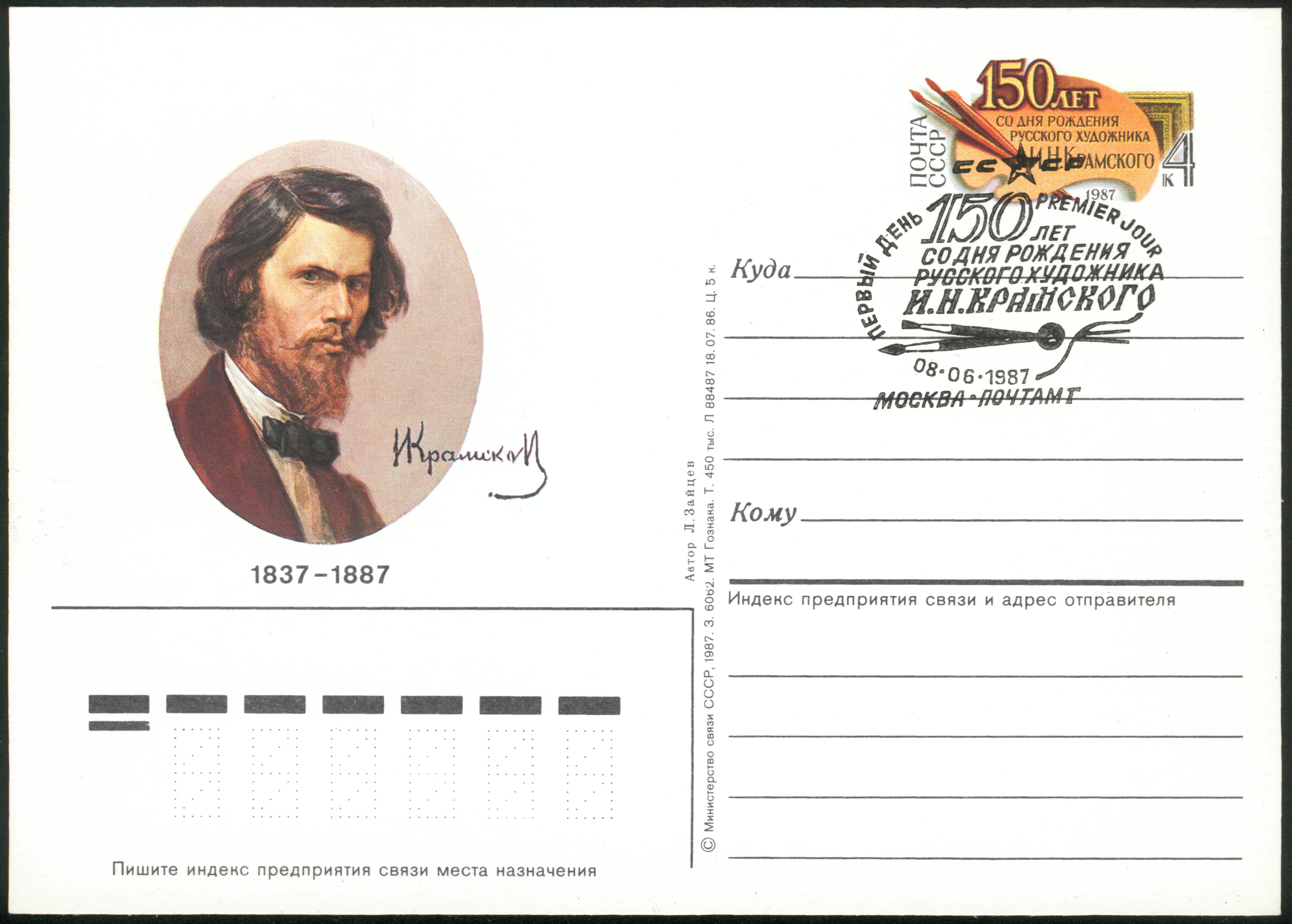
Почтовая карточка с оригинальной маркой СССР, 1987 (по автопортрету 1867 года)
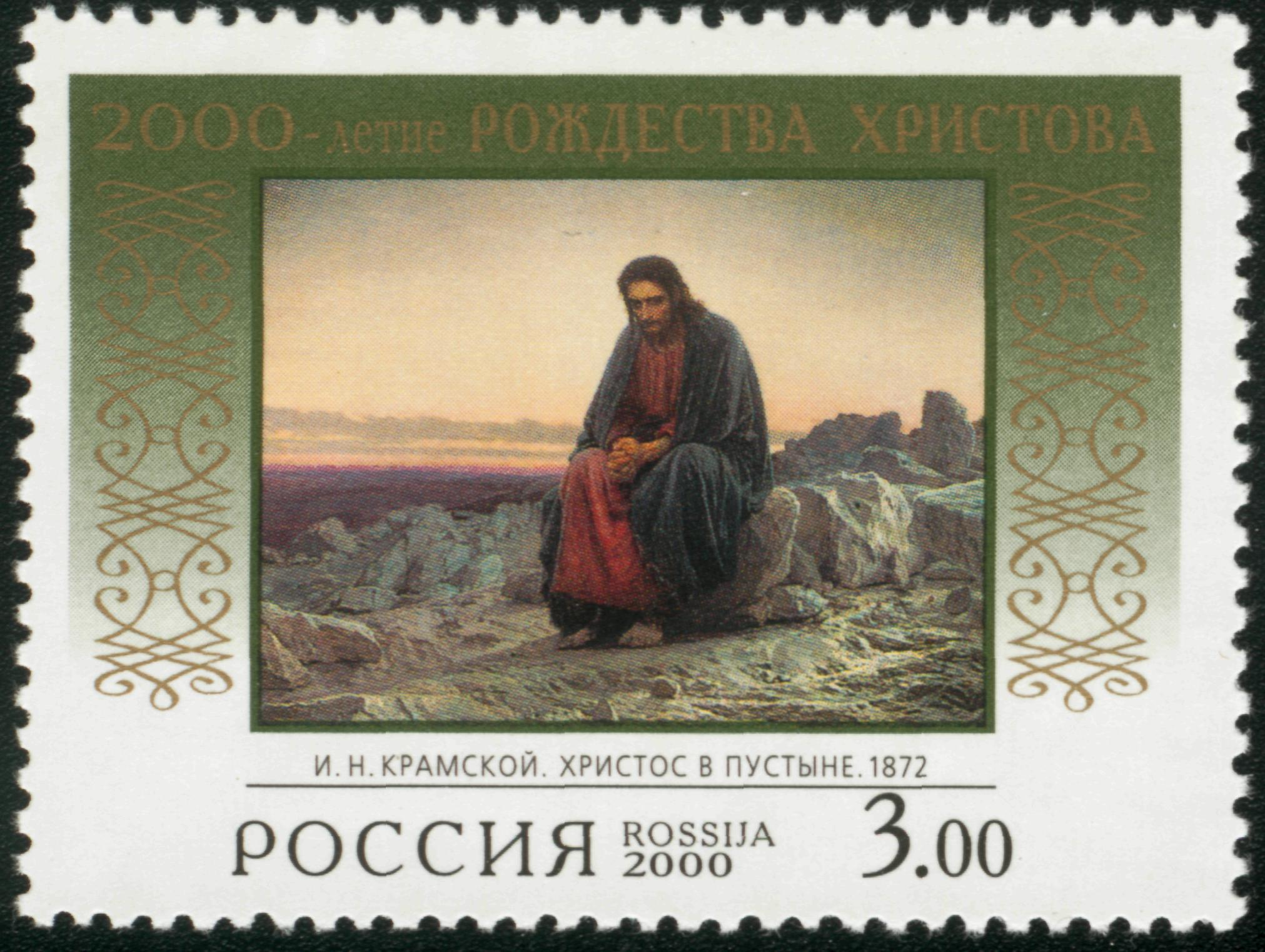
Почтовая марка России, 2000 (по картине «Христос в пустыне»)
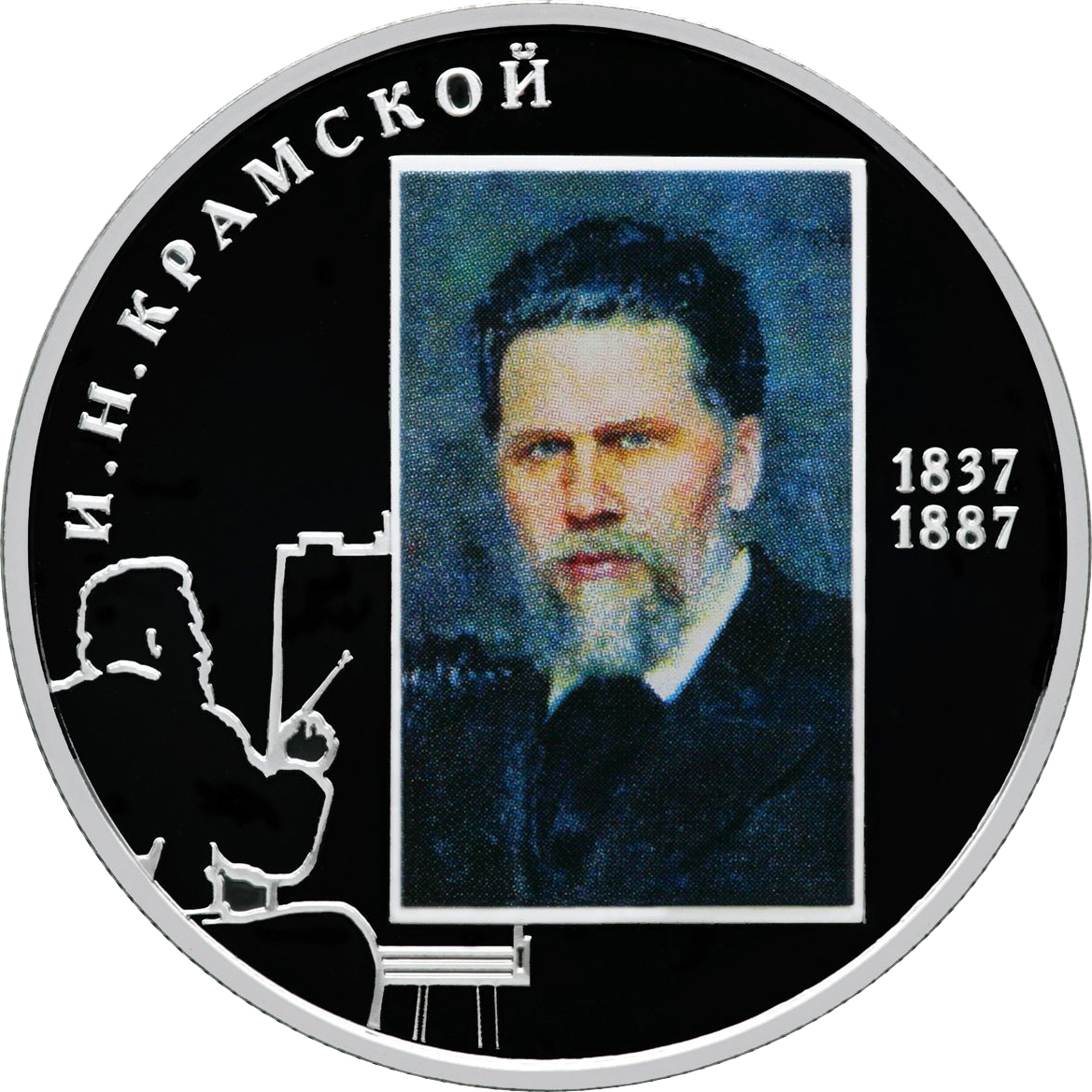
Памятная монета Банка России (2 рубля, серебро), 2012 (по портрету работы И. Репина)

## Галерея

Сюжетные картины
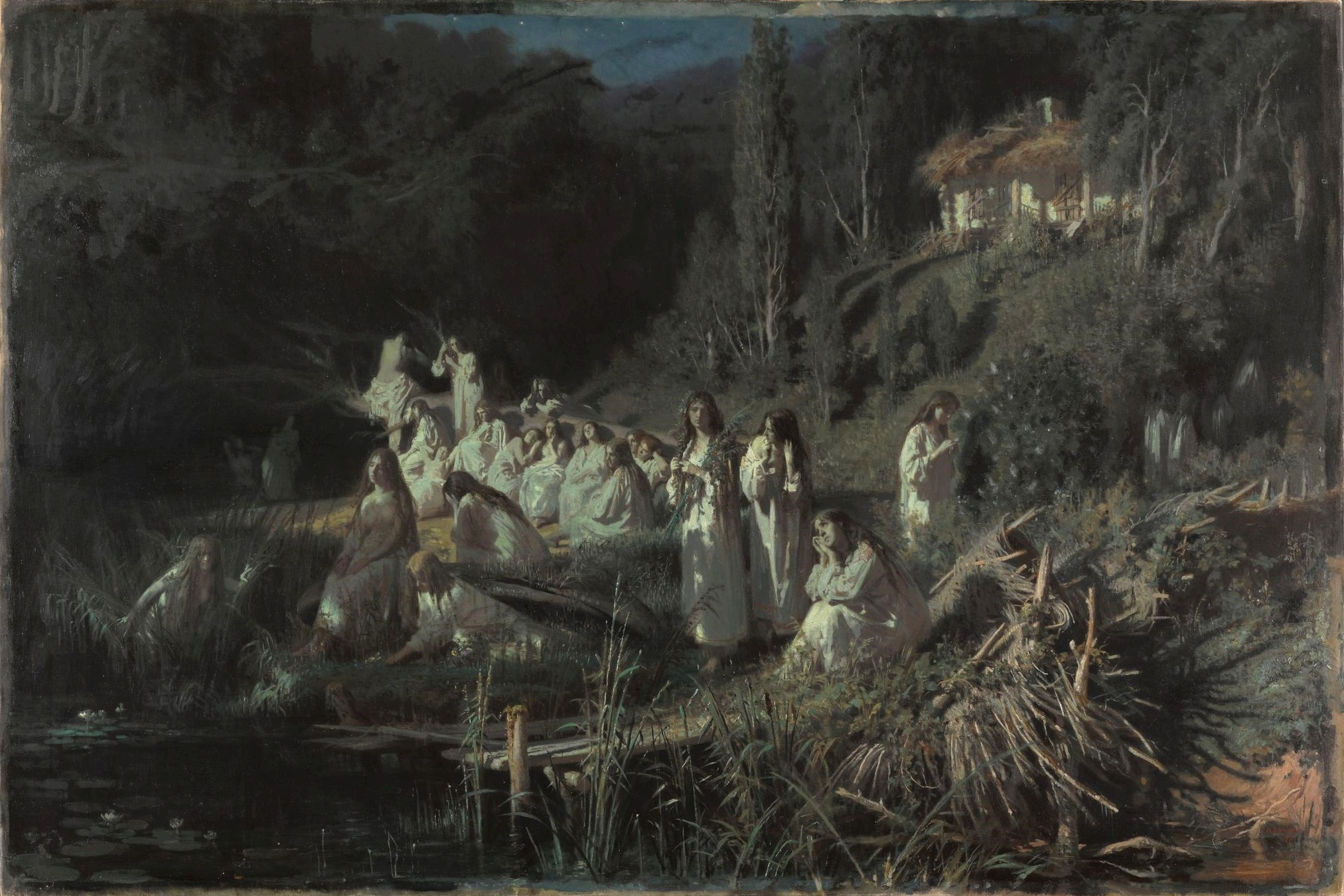
Русалки. 1871
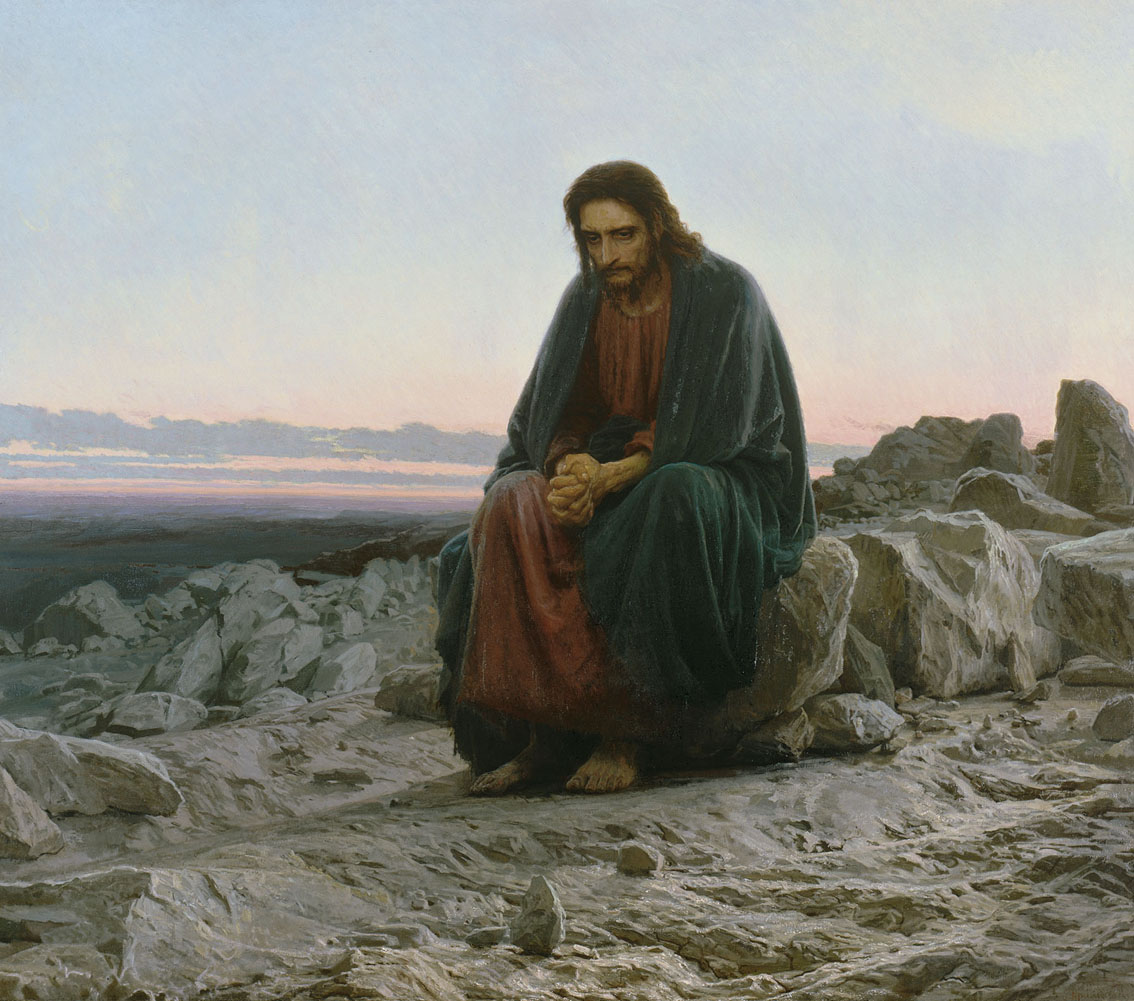
Христос в пустыне. 1872
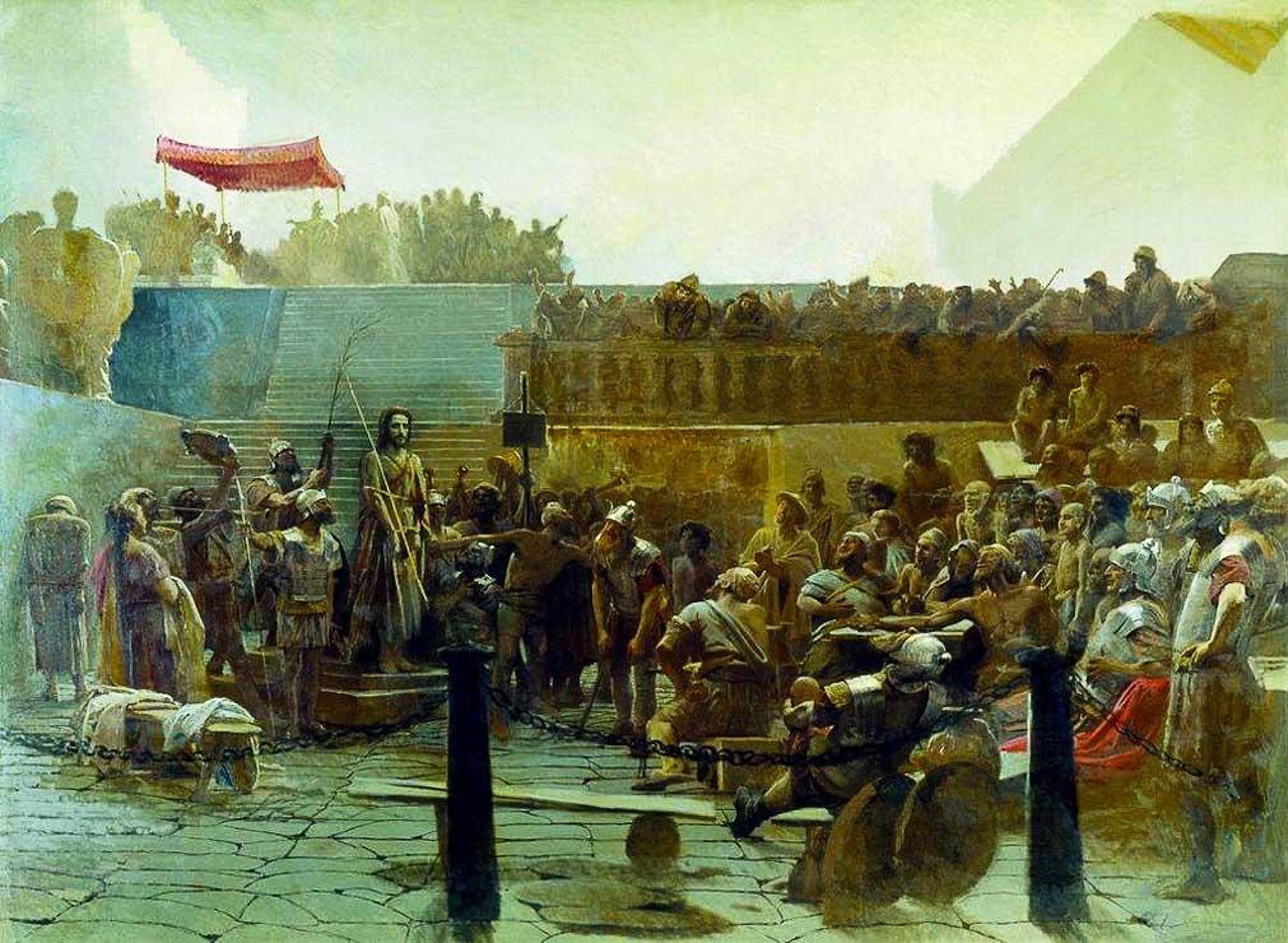
Хохот (Радуйся, царю иудейский). 1877–1887
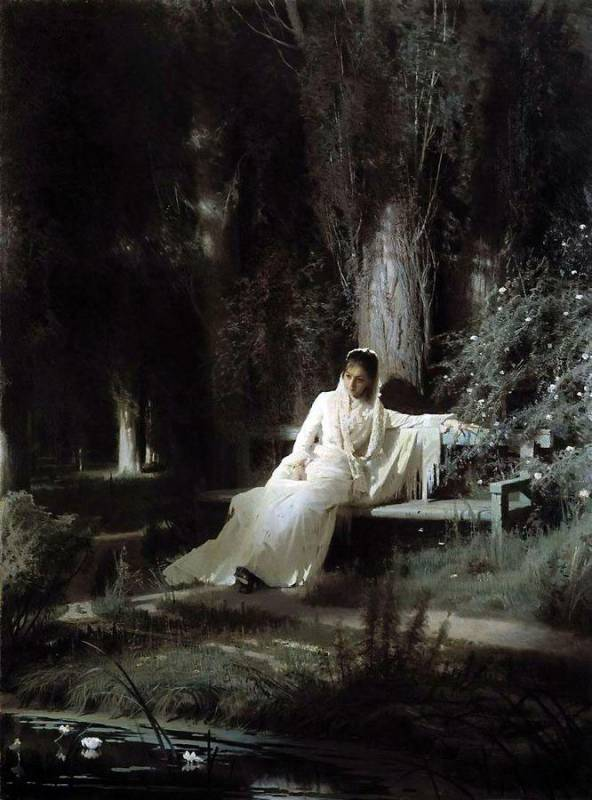
Лунная ночь. 1880
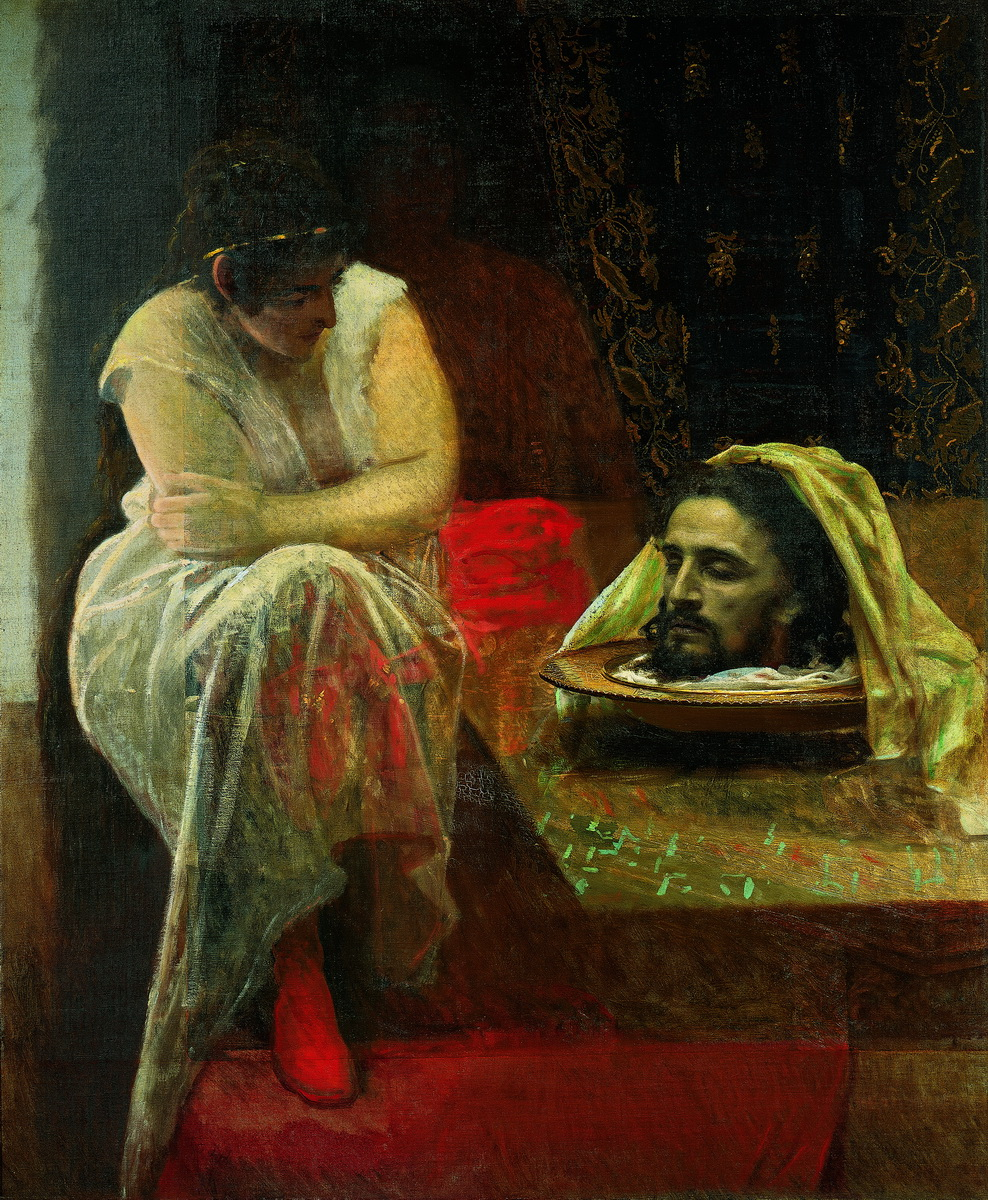
Иродиада. 1884–1886
Неутешное горе. 1884

Портреты
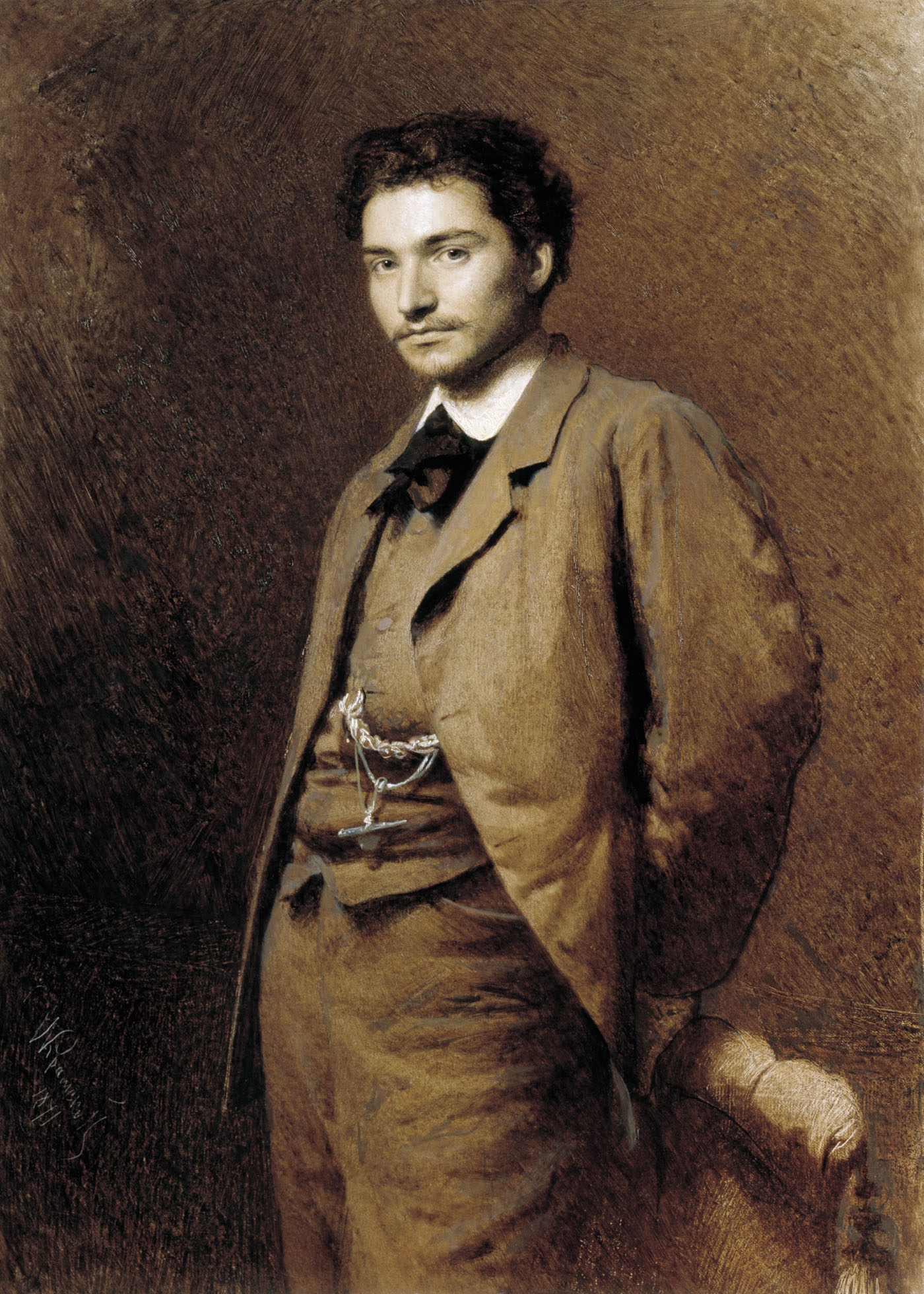
Фёдор Васильев. 1871
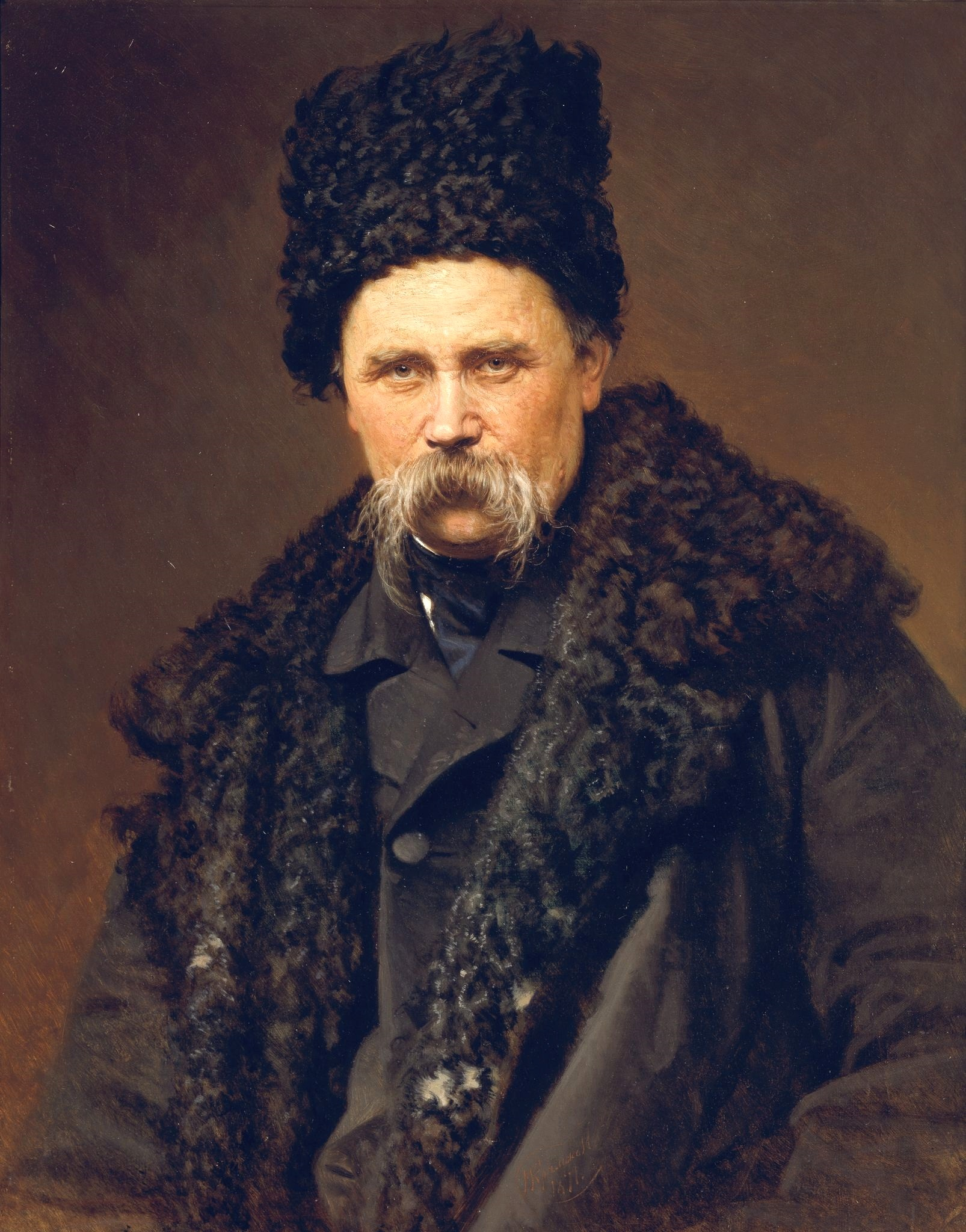
Тарас Шевченко. 1871
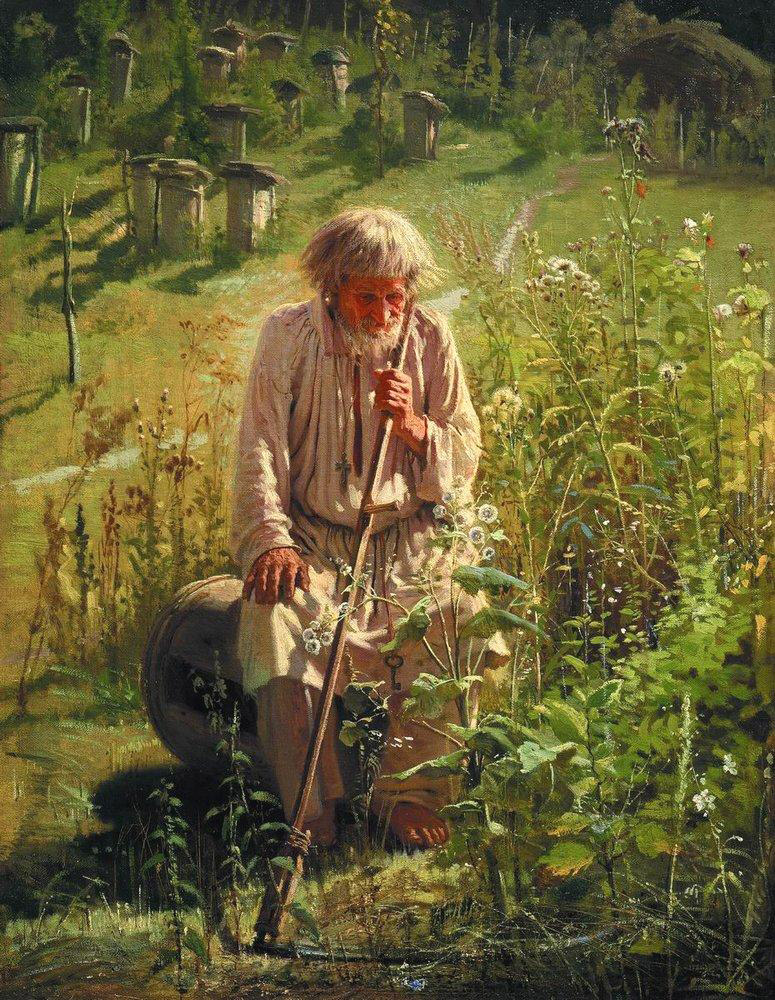
Пасечник. 1872
Иван Шишкин. 1873
Лев Толстой. 1873
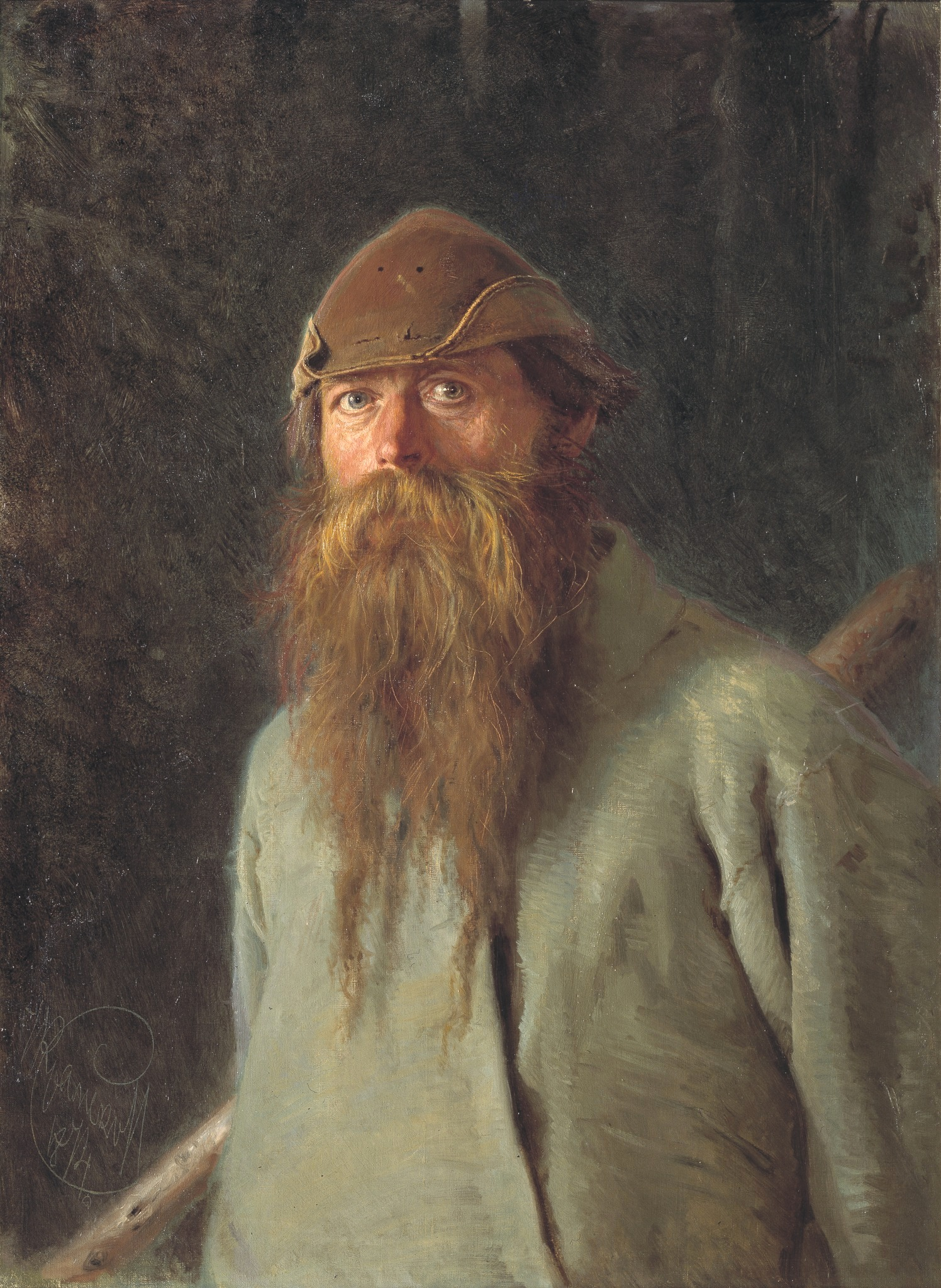
Полесовщик. 1874
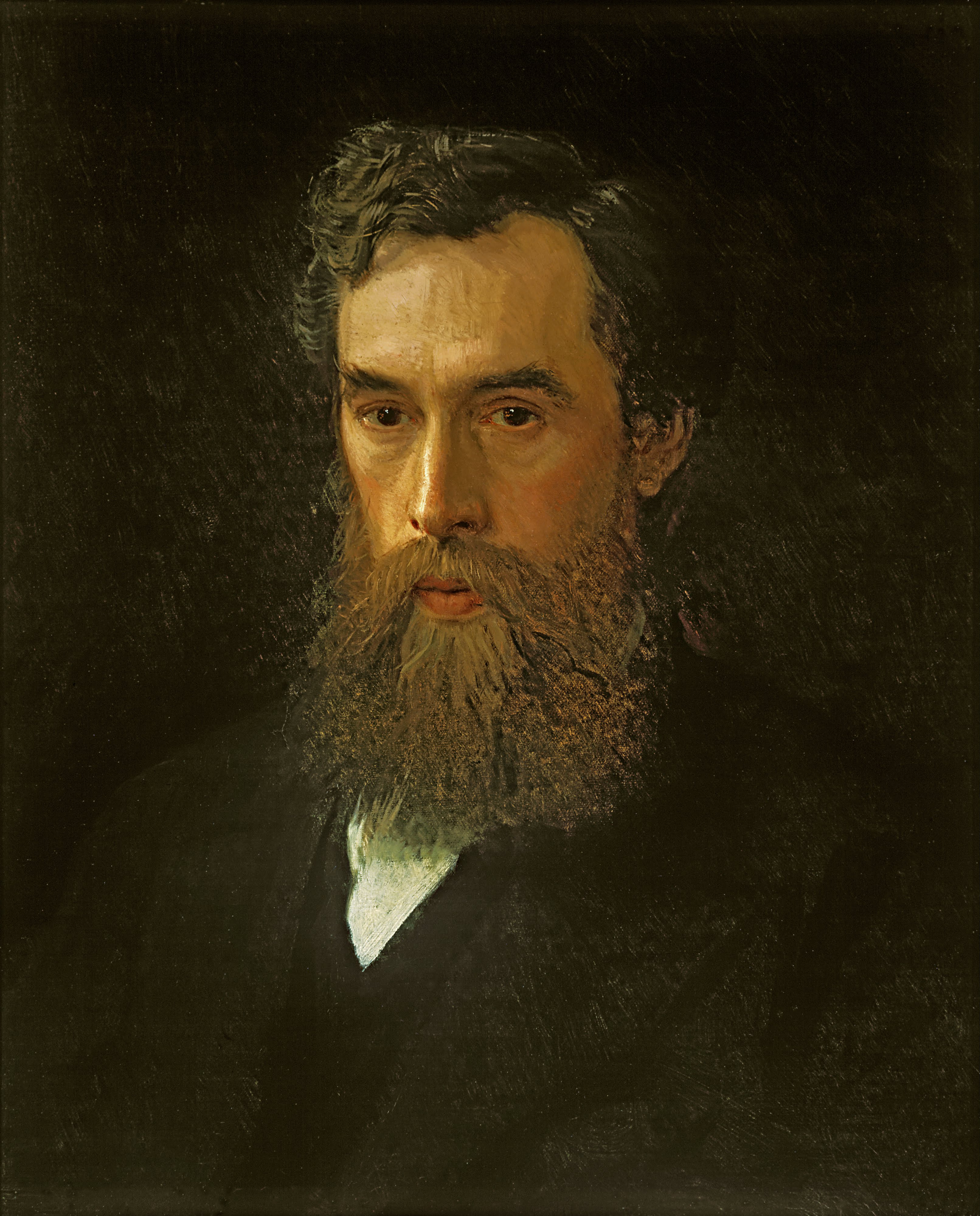
Павел Третьяков. 1876
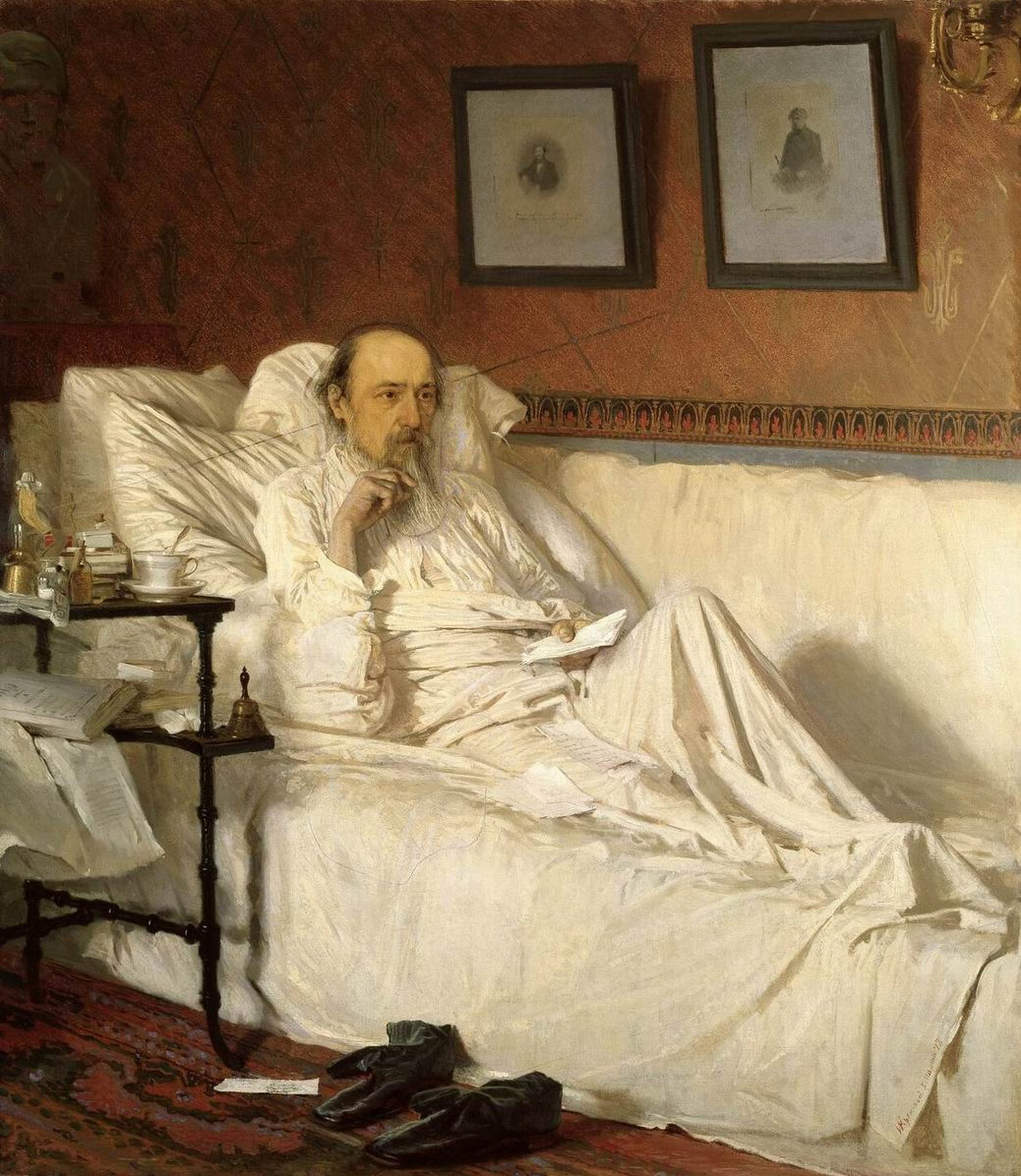
Николай Некрасов в период «Последних песен». 1877–1878
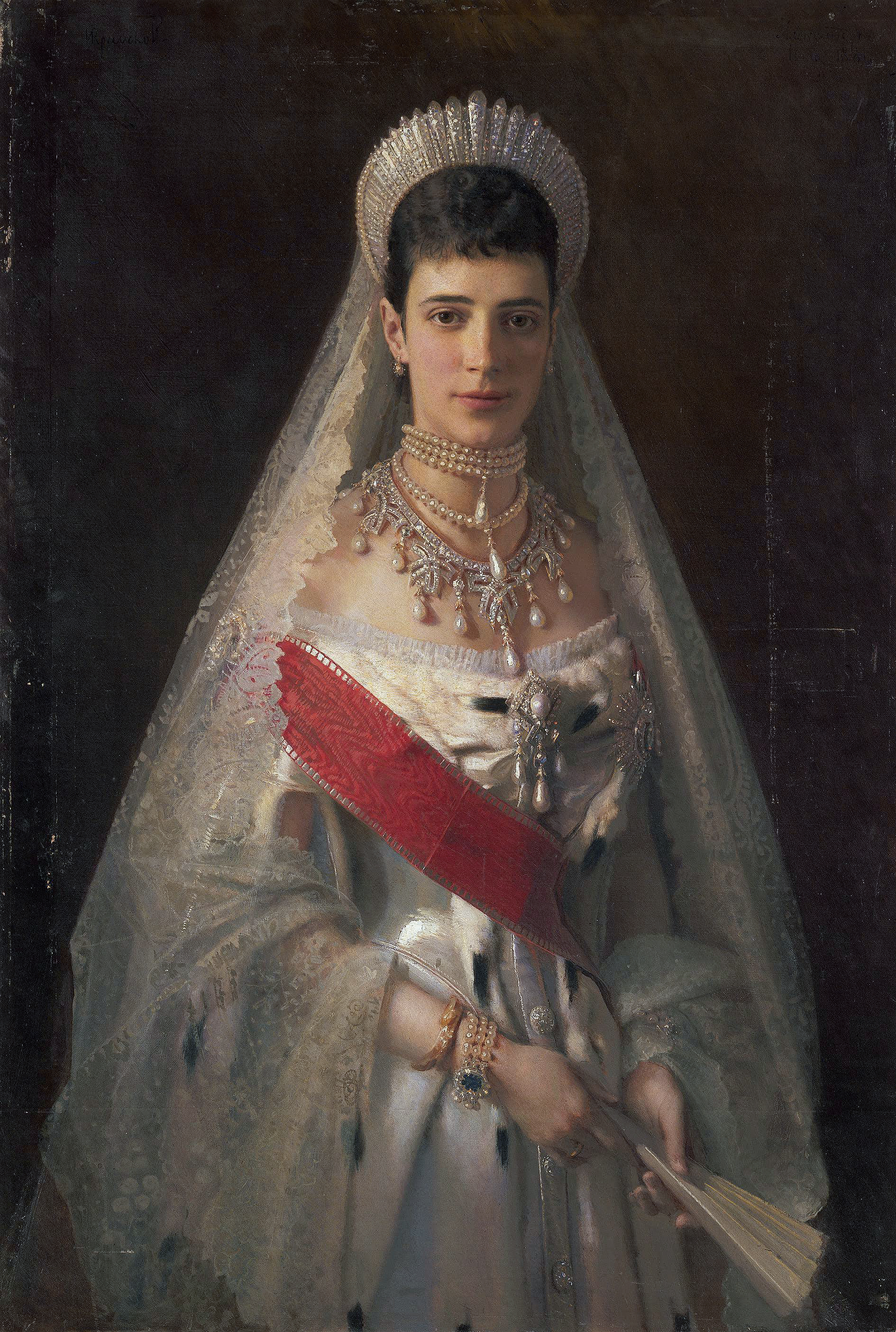
Императрица Мария Фёдоровна. 1881
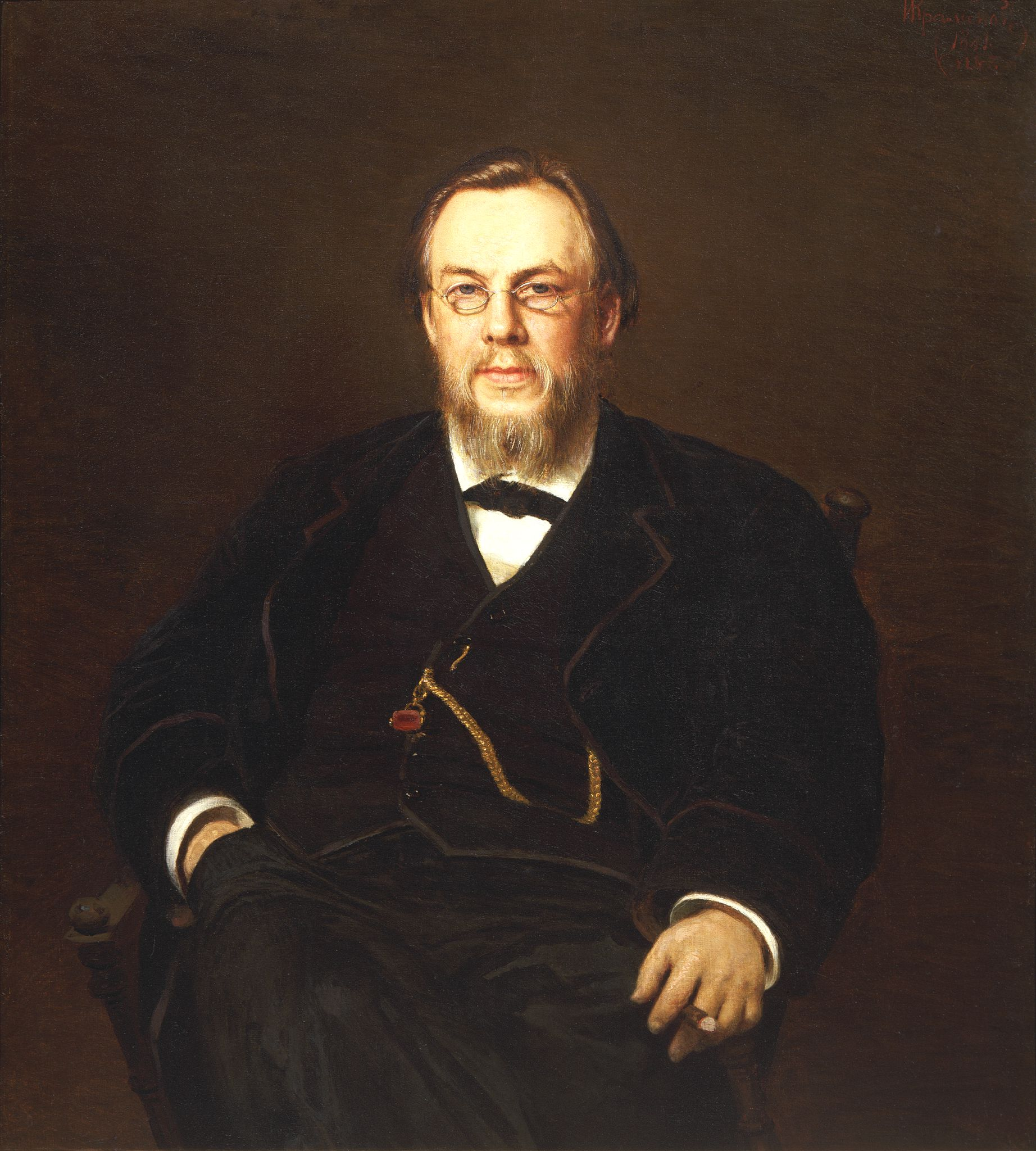
Сергей Боткин. 1881
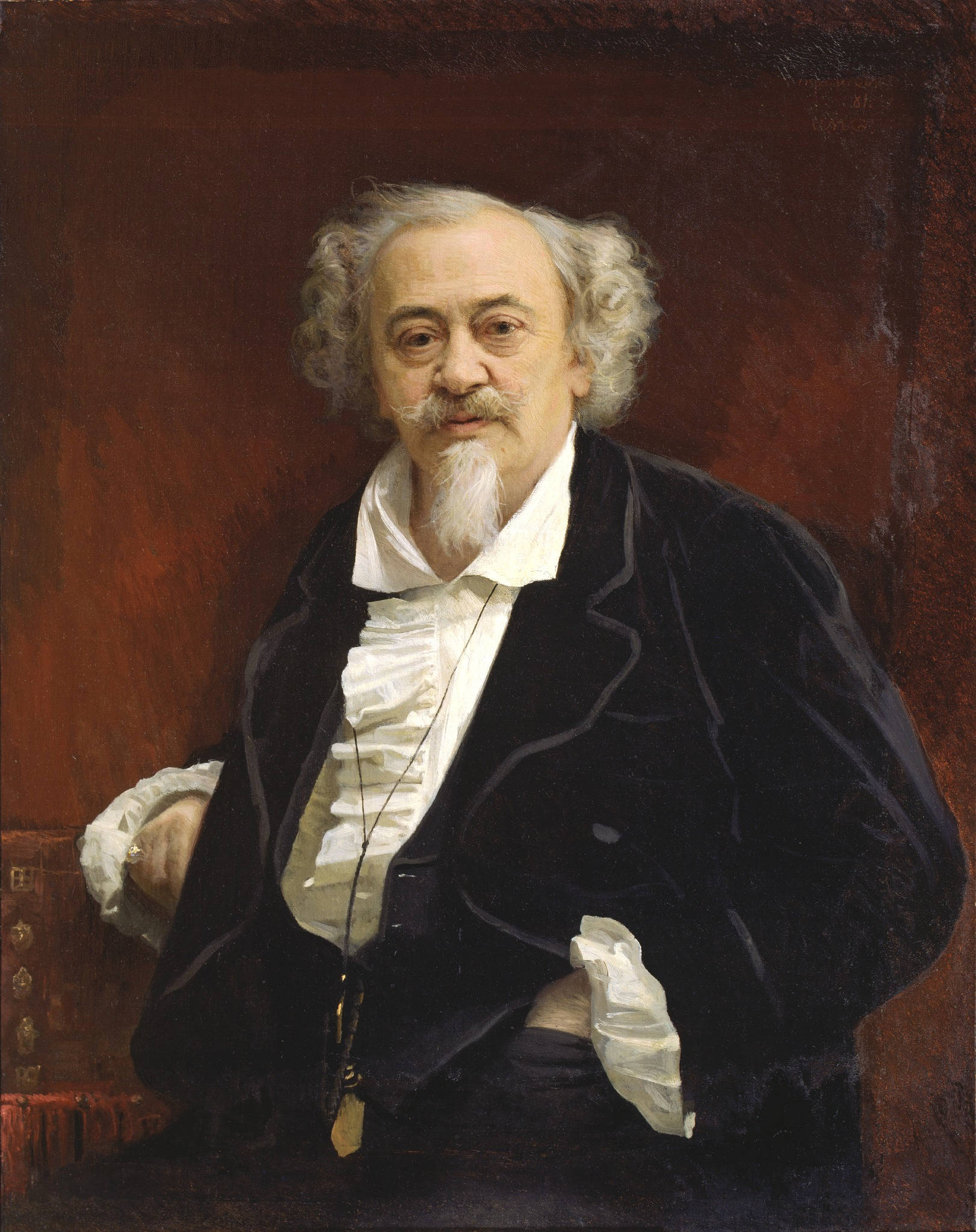
Василий Самойлов. 1881
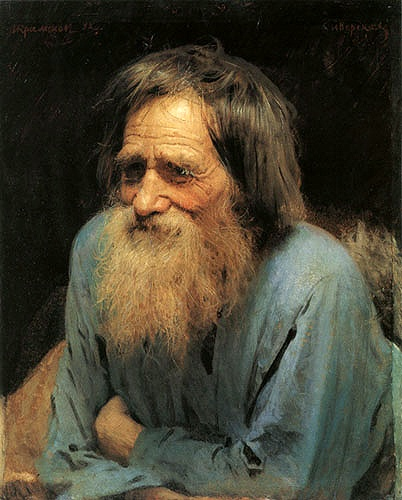
Мина Моисеев. 1882
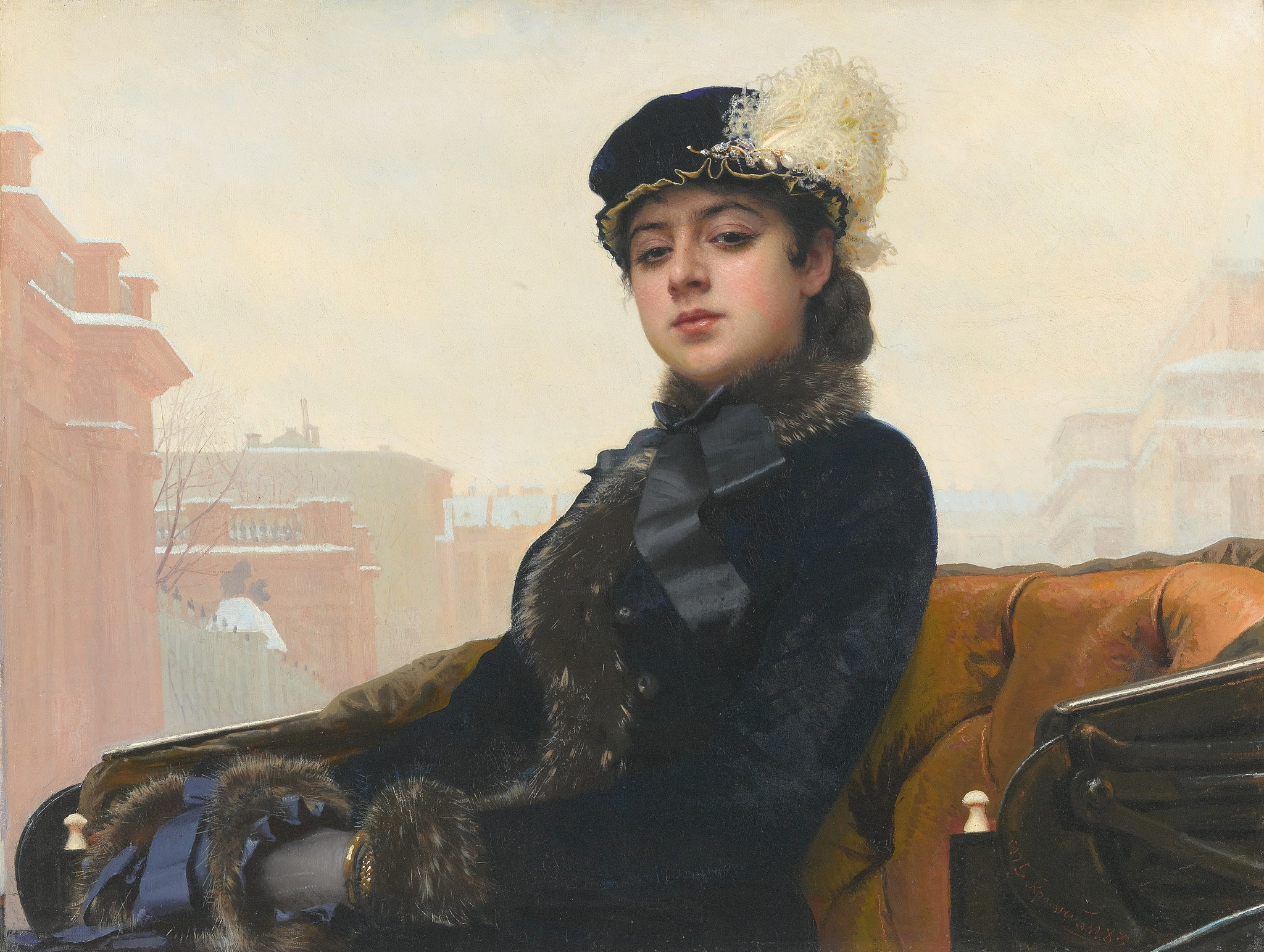
Неизвестная. 1883
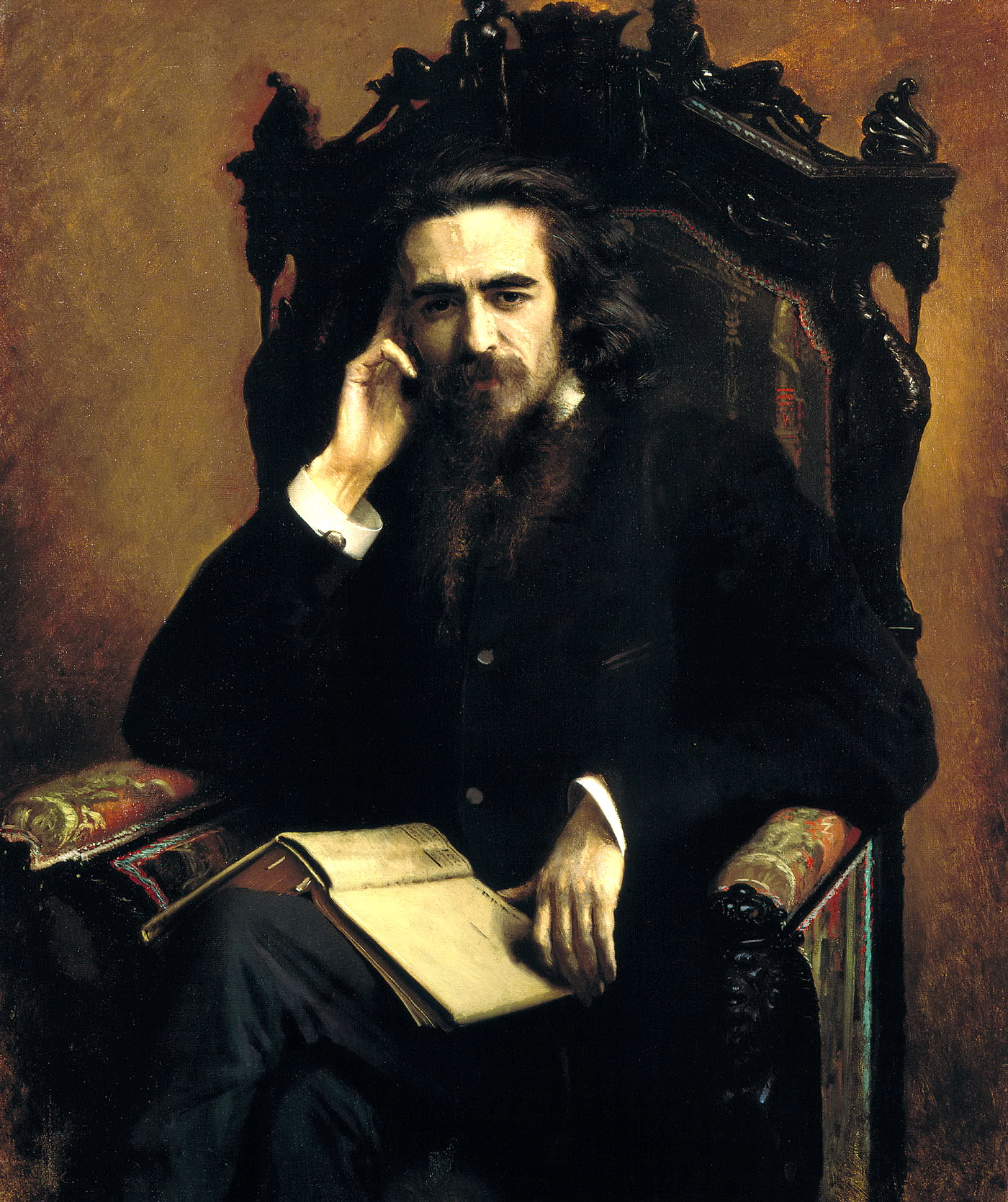
Владимир Соловьёв. 1885
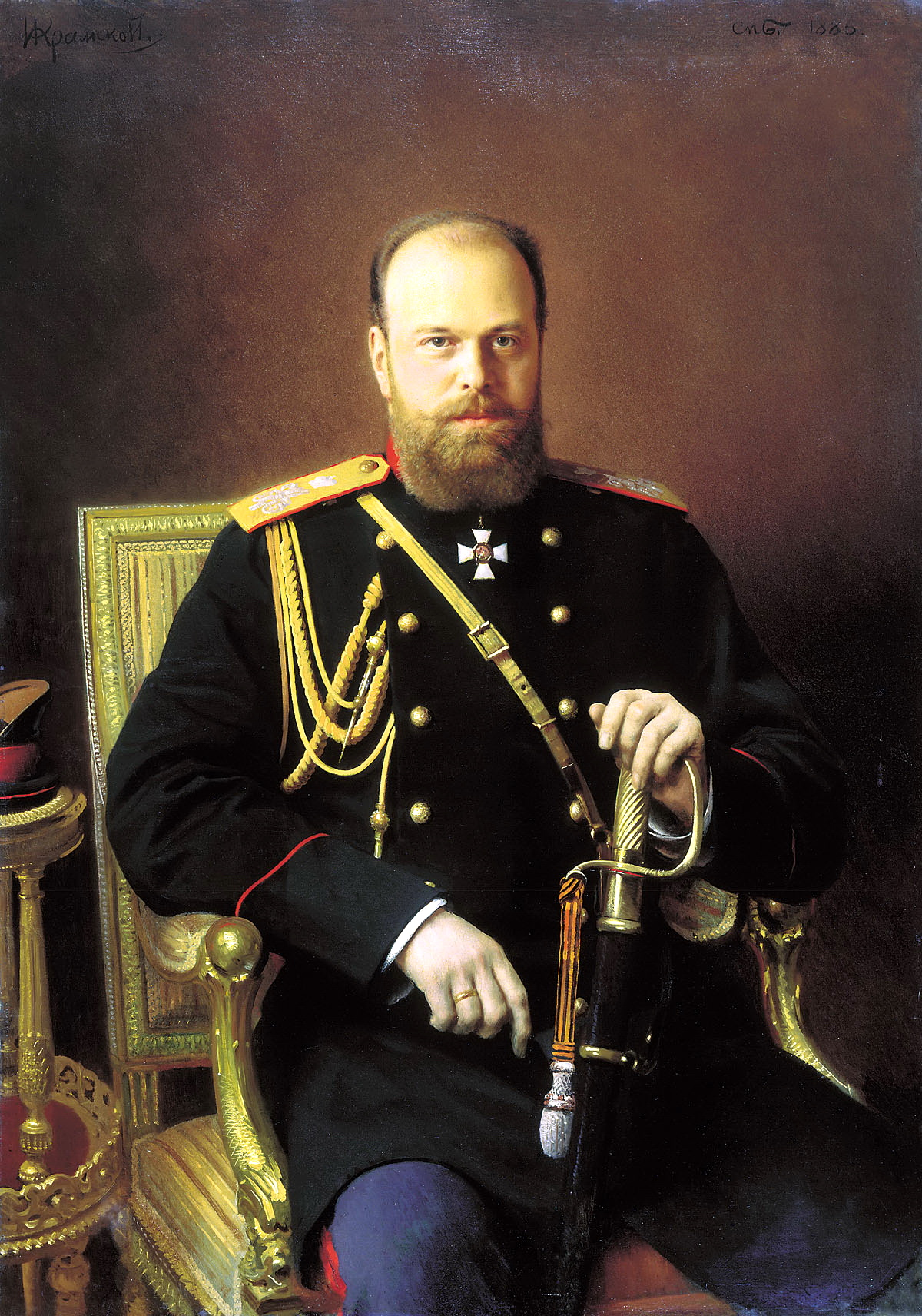
Император Александр III. 1886

## Ученики
- Поленова, Елена Дмитриевна
- Репин, Илья Ефимович

## Публикации текстов
- Крамской И. Н. Иван Николаевич Крамской : Его жизнь, переписка и художественно-критические статьи, 1837–1887 / Издал Алексей Суворин; [под ред. и с предисл. В. В. Стасова]. — СПб. : Тип. А. С. Суворина, 1888. — XVIII, 750 с., 3 л. портр. факс. — Указ. в: Freitag, 1997, p. 207, no. 6304. — OCLC 568434544.
- Крамской И. Н. Крамской : Письма. Статьи : в 2 т. / [Подгот. к печати и примеч. С. Н. Гольдштейн]. — М. : Искусство, 1965–1966. — XXIX, 627 + 531 с., 28 + 14 л. ил. — Содерж.: Т. 1 : Письма 1862–1878. — 1965; Т. 2 : Письма 1879–1887. Статьи. — 1966. — 9000 экз.